# Robert Trujillo
Pour les articles homonymes, voir Trujillo.
 (décembre 2011).
Si vous disposez d'ouvrages ou d'articles de référence ou si vous connaissez des sites web de qualité traitant du thème abordé ici, merci de compléter l'article en donnant les références utiles à sa vérifiabilité et en les liant à la section « Notes et références ».
Robert Trujillo (né le 23 octobre 1964) est un bassiste américain. Il a joué pour Suicidal Tendencies, Mass Mental, Infectious Grooves, Black Label Society, Jerry Cantrell et Ozzy Osbourne avant de rejoindre Metallica en 2003.

## Biographie
Robert Trujillo est né le 23 octobre 1964 à Santa Monica en Californie aux États-Unis. Sa mère vient de Durango, au Mexique. Enfant, il regardait son père jouer du flamenco sur une guitare. Il essayait de l'imiter mais y arrivait plus aisément avec une basse. Trujillo étudia à la Culver City High School. Il commence à jouer avec Suicidal Tendencies, un groupe fondé au début des années 80 à Venice en Californie. Il rejoint ce groupe en 1989 pour l'enregistrement de Controlled By Hatred/Feel Like Shit... Trois ans plus tard, le groupe fait la première partie de Metallica. Accompagné de Mike Muir, leader de Suicidal Tendencies, Rob décide de fonder le groupe Infectious Grooves. Puis, avant de rejoindre un des précurseurs du heavy metal, Ozzy Osbourne, il travaille avec Jerry Cantrell, guitariste d'Alice in Chains, sur un projet solo.
En 2009, il participe à plusieurs concerts de Rodrigo y Gabriela en tant que bassiste pour leur reprise de Orion.

## Robert Trujillo et Metallica
En janvier 2001, Jason Newsted quitte Metallica. Des auditions destinées à trouver un nouveau bassiste commencent alors. Parmi les candidats, on trouve David Ellefson (Megadeth), Twiggy Ramirez (Marilyn Manson), Scott Reeder (membre d'Unida) ou encore Pepper Keenan (Corrosion of Conformity). Mais le groupe ne trouve aucun bassiste correspondant à ses attentes et Bob Rock, le producteur de Metallica, doit endosser ce rôle lors des enregistrements et des concerts.
Finalement, en 2003, à la demande des responsables d'une émission télévisée (MTV Icon), et au cours même de l'enregistrement d'un album (St. Anger), le groupe organise de nouvelles auditions afin de présenter à son public un bassiste « attitré ». Plusieurs musiciens - connus ou inconnus - répondent à l'annonce, comme on peut le voir dans le documentaire Some Kind of Monster mais, de l'aveu même des membres du groupe, un seul d'entre eux parvient à suivre le rythme. Rob Trujillo est ainsi choisi à l'unanimité (« Je ne sais pas pour vous, mais moi j'ai eu la véritable impression que c'était le seul capable de nous suivre, capable de tenir le rythme » ; « Rob a comme des médiators dans les doigts ! » (Lars Ulrich) ; « Nous avons tous senti cette magie incroyable entre nous quatre. Il y avait quelque chose que nous ne pouvions pas décrire » (James Hetfield). Robert se voit ensuite offrir 1 000 000 USD d'avance en intégrant Metallica, le groupe souhaitant installer avec lui une relation de confiance.
Il devient officiellement, le 24 fevrier 2003, le bassiste de Metallica.
Il participe cependant aux enregistrements studio des "Cyco Miko-Infectious Grooves-Suicidal Tendencies", avec Years Of the Cycos paru en 2008 et Mad Mad Muir Musical Tour (part one) en 2011[pas clair], remettant son style funky en avant, délaissé depuis quelques années.
Le 12 mai 2019, lors d'un concert de Metallica à Paris, il reprend sur scène la chanson Ma Gueule de Johnny Hallyday, décédé en décembre 2017. Le 16 juin 2019, à l'occasion d'un concert de Metallica à Bruxelles, il reprend la chanson Ça plane pour moi de Plastic Bertrand. Le 6 juillet 2019, il reprend également la chanson Engel du groupe allemand Rammstein, lors d'un concert à Berlin.

## Vie privée
Marié à l'artiste Chloé Barthélémy , ils ont deux enfants : Tye-Orion et Lullah. Il possède des basses dont le corps a été peint par sa femme. Il a possédé la "bass of doom"  Fender Jazz Bass 1962 du virtuose Jaco Pastorius, avant de la remettre à la famille du bassiste.
Son fils Tye, âgé seulement de 12 ans, a été recruté par le groupe de nu metal Korn, en tant que bassiste pour la tournée Sud américaine de l'été 2017. Depuis, il a également joué avec l'ancien groupe de son père, Suicidal Tendencies, comme lors du Hellfest 2022.

## Discographie

### Jerry Cantrell
- Degradation Trip (2002)
- Degradation Trip Volumes 1 & 2 (2002)

### Black Label Society
- 1919 Eternal (2002)

### Infectious Grooves
- The Plague That Makes Your Booty Move... It's The Infectious Grooves (1991)
- Encino Man Soundtrack (1992)
- Sarsippius' Ark (1993)
- Groove Family Cyco (1994)
- Mas Borracho (1999)
- Years Of Cycos (2008)
- Funk It Up & Punk It Up: Live in France '95 (2010)
- Mad Mad Muir Musical Tour (2011)

### Suicidal Tendencies
- Controlled By Hatred/Feel Like Shit...Déjà Vu (1989) (crédité comme « Stymee »)
- Lights...Camera...Revolution! (1990)
- The Art of Rebellion (1992)
- Still Cyco After All These Years (1993)
- Suicidal for Life (1994)
- Years Of Cycos (2008)
- Mad Mad Muir Musical Tour (2011)

### Glenn Tipton
- Baptizm of Fire (1997)

### Mass Mental
- How to Write Love Songs (1999)
- Live in Tokyo (2001)

### Ozzy Osbourne
- Down to Earth (2001)
- Blizzard of Ozz (réédition) (2002)
- Diary of a Madman (réédition) (2002)
- Live at Budokan (2002)
- Patient Number 9 (2022)

### Metallica
- Some Kind of Monster (2004)
- Death Magnetic (2008)
- Orgullo, Pasión y Gloria: Tres Noches en la Ciudad de México (2009)
- Six Feet Down Under (2010)
- The Big 4 Live from Sofia, Bulgaria (2010)
- Six Feet Down Under (Part II) (2010)
- Live at Grimey's (2010)
- Lulu (2011)
- Beyond Magnetic (2012)
- Hardwired… to Self-Destruct (2016)
- 72 Seasons (2023)

### Artistes divers
- The Blackest Box (2002)
- A Song for Chi (2009)

## Vidéographie
- St. Anger (2003)
- Some Kind of Monster Documentaire sur Metallica (2004)
- The Videos 1989-2004 DVD de compilation de vidéos (2004)
- Français pour une nuit DVD live du concert à Nîmes (2009)
- Orgullo, Pasión Y Gloria - Tres Noches En La Ciudad De México DVD live issu des concerts à Mexico (2009)
- The Big Four DVD live du concert de Sofia (2010)
- Through the Never film sorti au cinéma et DVD (2013)

## Dans la culture populaire
- Dans la bande dessinée Quai d'Orsay en 2012, Robert Trujillo est évoqué lorsqu'il est devenu bassiste de Metallica, qualifié de meilleure nouvelle depuis longtemps par les protagonistes fans de Metallica.